# Frank Schröder (Schauspieler)
Frank Schröder (* 2. Juni 1964 in Bingen am Rhein) ist ein deutscher Schauspieler und Sänger und Musikproduzent.

## Leben
Frank Schröder begann im Oktober 1983 in Hamburg ein Schauspielstudium, das er nach acht Semestern mit dem Diplom in Schauspiel und Musical abschloss. Kurz darauf erhielt er Angebote für erste Theater- und Fernsehrollen. 1988 spielte er in mehreren  Episoden der ZDF-Serie Die Schwarzwaldklinik den Postboten Berti. In der RTL-Fernsehserie Zum Stanglwirt spielte er in den 1990er Jahren die Rolle des Toni. Es folgten zahlreiche Fernsehrollen, beispielsweise im Tatort, Großstadtrevier, Ein Fall für zwei, Diese Drombuschs, Forsthaus Falkenau, Der Landarzt sowie Fernsehauftritte als Sänger oder Talkgast in diversen Fernsehshows. In Wolfgang Rademanns Neuproduktion von Die Schwarzwaldklinik – Die nächste Generation übernahm Frank Schröder 2005 erneut die Gastrolle des Postboten Berti.
Frank Schröder, der auch als Rundfunk- und Fernsehmoderator und als Sänger tätig ist, leitete die NDR-90,3-Sendung Fofftein mit… im Wechsel mit Dagmar Berghoff sowie die NDR-Welle-Nord-Sendung NachTisch und über 250 mal bei N3 die TV-Service-Zeit N3 ab 4. Zu seinem 15-jährigen Berufsjubiläum produzierte er 2002 die CD Best of – Alles drin! mit Stücken wie Hände zum Himmel, Oh Donna Clara, Es wird Zeit.
In Bad Oldesloe war Schröder 2004 für die Idee, Regie und Produktion des Freilicht-Theaterstückes Der Salzgraf verantwortlich, das er mit dem Buchautor Curt Gerritzen zusammen geschrieben hat;  bei den Karl-May-Spielen in Bad Segeberg spielte er zweimal die Rolle des Lord Castlepool, im dritten Jahr den Mexikanischen Statthalter Jurisconsulto und im vierten Jahr den französischen Parfümfabrikanten Jacques LeClou.
Frank Schröder betreibt diverse YouTube-Kanäle mit diversen Themenschwerpunkten:
- Der HON[3] (Thema: Reisen) bzw. auf dem gleichen Kanal als Dschungel Moderator bzw. VIPVIELFLIEGER (gemischte Themen)
- Der HON Klartext[4] (Thema: Gesellschaftskritik)
- All Accor Hotel Tester[5] (Thema: Produkte der Hotelkette Accor)
- Billi Baller[6] (Thema: Kunstfigur Billi Baller)
- Frank Schröder[7] (Thema: Musik von und mit Frank Schröder)
- Postbote Berti[8] (Thema: Kunstfigur Postbote Berti)

## Filmografie
- 1986: Rückfahrt in den Tod
- 1988: Spätes Glück nicht ausgeschlossen
- 1988: Die Schwarzwaldklinik (Fernsehserie, 7 Folgen)
- 1989: Geschichten hinterm Deich
- 1989: Der Landarzt (Fernsehserie, Folge Mißverständnisse)
- 1989: Die Männer vom K3 (Fernsehserie, Tödlicher Export)
- 1989: Ein Heim für Tiere (Fernsehserie, Folge Max der Marder)
- 1989–1997: Großstadtrevier (Fernsehserie, 6 Folgen, verschiedene Rollen)
- 1990: Hotel Paradies (Fernsehserie, 2 Folgen)
- 1990: Ein Fall für zwei (Fernsehserie, Folge Der zweite Mann)
- 1992: Der Landarzt (Fernsehserie, Folge Herzensangelegenheiten)
- 1992: Endstation Harembar
- 1993: Geschichten aus der Heimat – Beziehungskisten/Teufelsbräute/Der Hundertjährige
- 1993–1995: Zum Stanglwirt (Fernsehserie, 31 Episoden)
- 1994: Diese Drombuschs (Fernsehserie, Folge Geschenktes Leben)
- 1994: Die Weltings vom Hauptbahnhof (Fernsehserie, Folge Scheidung auf Kölsch)
- 1994: Inspektor Sarti – L’ispettore Sarti – Un poliziotto, una città – La ghironda dagli occhi azzurri
- 1994: Forsthaus Falkenau (Fernsehserie, Folge Mit spitzer Feder)
- 1995: Tatort – Tod eines Polizisten
- 1998: Tatort – Jagdfieber
- 1999: Pumuckls Abenteuer
- 2000: Die Rettungsflieger (Fernsehserie, Folge Um Kopf und Kragen)
- 2005: Die Schwarzwaldklinik – Die nächste Generation

## Freilicht-Theater
- 2001: Karl-May-Spiele – Der Schatz im Silbersee
- 2005: Karl-May-Spiele – Winnetou und das Geheimnis der Felsenburg
- 2007: Karl-May-Spiele – Winnetou I
- 2013: Karl-May-Spiele – Winnetou I – Blutsbrüder

## Bücher
- Die ungewöhnlichen Geschichten des Postboten Berti. Allmusica, Hamburg 1998, ISBN 978-3-933224-00-2.

## Diskografie (Auswahl)
- 1995: Lass uns noch einmal Kinder sein, Maxi-CD (als Teil von Stars für Wolke 7)
- 1997: Schlaraffenland
- 1997: Küss mich, Maxi-CD
- 2002: Best of Alles Drin
- 2006: Shake it up
- 2006: Es Wird Zeit, Maxi-CD